# Bandeira da Colômbia
A bandeira da Colômbia foi adotada em 1861, sendo semelhante às bandeiras do Equador e da Venezuela, derivando das cores escolhidas pelos libertadores que se levantaram contra o domínio dos colonizadores na América Espanhola. Considera-se criador da composição cromática o general Francisco Miranda. A bandeira simboliza a Pátria, sua história e nacionalidade, sendo composta por três listras horizontais das cores:
Amarelo, localizada na parte superior, ocupa a metade do tamanho total e representa a riqueza de solo;
Azul, localiza-se no centro e simboliza o céu, os rios, os mares que banham território;
Vermelho, situado na parte inferior, significa o sangue derramado pelos heróis nos campos de batalha pela pátria e pela liberdade.
O comprimento e a largura da bandeira devem ter uma proporção de dois a três.  

## Descrição

### Design e dimensões

Gráfico de construção da bandeira colombiana. Os valores em metross (m) e centímetross (cm) correspondem às dimensões oficiais. As quantidades acompanhadas de “X” correspondem às proporções equivalentes às oficiais em metros.

A bandeira nacional da Colômbia é descrita como um retângulo tribandado de amarelo, azul e vermelho na proporção de 2:1:1, ou seja, três listras horizontais, com o amarelo na parte superior ocupando metade da largura da bandeira e o azul na parte inferior do meio. ocupando um quarto da largura e vermelho abaixo, ocupando o último quarto.
As dimensões da bandeira não haviam sido definidas desde sua adoção em 1861. A resolução número 04235 de 1965 do Ministério da Defesa da Colômbia finalmente estabeleceu que o tamanho da bandeira nacional fosse de dois (2) metros. largura por 3 (três) metros de comprimento se içado, ou suas dimensões equivalentes, sempre guardadas as proporções 2:3.
Para as instituições militares foram estabelecidos outros tipos de dimensões, que na maioria dos casos equivalem às proporções 2:3 da bandeira nacional. As bandeiras dos desfiles podem ter as mesmas dimensões da Bandeira do Exército Nacional, mas nunca poderão ostentar o escudo. As dimensões são 1,35 metros de comprimento por 1,10 metros de largura.

### Cores e simbolismo
As cores exatas da bandeira ainda não foram estabelecidas por lei. No entanto, é provisoriamente recomendado usar o seguinte, que é aprovado pela FIAV:
| Denominação | Amarelo    | Azul        | Vermelho   |
| ----------- | ---------- | ----------- | ---------- |
| Pantone     | 116 C      | 287 C       | 186 C      |
| RGB         | 255 205 0  | 0 48 135    | 200 16 46  |
| CMYK        | 0 20 100 0 | 100 64 0 47 | 0 92 77 22 |
| HEX         | #FFCD00    | #003087     | #C8102E    |

## Outras Bandeiras

Bandeira presidencial
Bandeira da marinha mercante
Bandeira da Marinha
Bandeira marítima

## Bandeiras Históricas

Colonial espanhola da bandeira do Vice-Reino de Nova Granada, Império Espanhol. vigente entre 27 de maio de 1717 á 27 de novembro de 1811, Julho de 1816 á 15 de fevereiro de 1819.
Primeira bandeira das Províncias Unidas da Nova Granada, vigente entre 27 de novembro de 1811 e 26 de abril de 1814.
Segunda bandeira das Províncias Unidas da Nova Granada, usada entre 26 de abril de 1814 e julho de 1816.
Primeira bandeira da Grande Colômbia, entre 1819 e 1820.
Bandeira da República de Nova Granada, vigente entre 9 de maio de 1834 e 22 de maio de 1858, y da Confederação Granadina, vigente entre 22 de maio de 1858 e 26 de julho de 1861.
Bandeira dos Estados Unidos da Nova Granada, usada entre 26 de julho de 1861 e 26 de novembro de 1861.

## Bandeiras dos departamentos

Amazonas
Antioquia
Arauca
Atlántico
Bolívar
Boyacá
Caldas
Caquetá
Casanare
Cauca
Cesar
Chocó
Córdoba
Cundinamarca
Guainía
Guaviare
Huila
Guajira
Magdalena
Meta
Nariño
Norte de Santander
Putumayo
Quindío
Risaralda
San Andrés e Providencia
Santander
Sucre
Tolima
Valle del Cauca
Vaupés
Vichada